# Longin (philosophe)
Pour les articles homonymes, voir Longin.
Longin (de son nom latin Cassius Dionysius Longinus) est un philosophe et rhéteur grec (205-273 ap. J.-C.).

## Biographie
Il est probablement Syrien de naissance, né dans la première décennie du IIIe siècle, neveu du rhéteur Fronton d'Émèse qui enseigna à Athènes, il voyagea dans sa jeunesse, et devint élève à l'École d'Alexandrie, où il reçut les leçons des néoplatoniciens Ammonios Saccas et Origène. Il ouvrit à Athènes une école de rhétorique et de philosophie, qui attira de nombreux disciples. Il connaissait probablement le tout-venant d'Athènes, qu'il classait ultérieurement, à travers des banquets.
Il fut avant 263 le maître de Porphyre de Tyr, qui l'appelait « le plus grand critique de notre temps ». Il passa ensuite à l'école de Plotin à Rome. Longin admirait vivement Plotin ; celui-ci, a contrario, estimait que Longin n'était pas un « philosophe », mais un « philologue » (non pas un « ami de la sagesse », mais un « ami des discours »).
En 267, Zénobie, la reine de Palmyre l’appela auprès d'elle et le chargea de lui enseigner la littérature grecque ; il devint ainsi son principal conseiller dans son entreprise d'indépendance contre Rome. Les motivations de son soutien sont mal connues. Vaincue par l'empereur Aurélien en 272/273, Zénobie fut épargnée mais plusieurs de ses proches furent mis à mort, y compris Longin.

## Œuvres
Longin fut qualifié par Eunape de « bibliothèque vivante ». On le considérait comme un expert en grammaire et un grand esprit, avec de grands talents de rhéteur et de philosophe. Plotin le considérait comme un philosophe médiocre, tandis que les commentateurs postérieurs tels Eunape, saint Jérôme, Théophylacte et l'Histoire Auguste louèrent le critique littéraire bien plus que le philosophe, ce qui explique en partie que seule l'œuvre de grammaire de Longin survécut à l'époque byzantine.
Longin a composé plusieurs ouvrages, dans plusieurs domains et aussi des traités de philosophie dans lesquels il affirme son platonisme. Les écrits sont perdus, certains ouvrages n'ont subsisté que par leurs titres, mentionnés par la Souda :
- Œuvres philosophiques : Sur les principes (comme les Médio-Platoniciens, il en reconnaît trois : le Dieu, le Modèle et la Matière[12]) ; Sur la fin ; Contre Plotin et Gentilianus Amélius ; Sur l'Impulsion (contre la doctrine stoïcienne de l'âme[13]) ; Sur la Vie selon la Nature.
- Œuvres polémiques : Réfutation de Plotin critiquant le traité Sur les formes ; Réponse à la lettre d'Amélius.
- Commentaires, exégèse platonicienne : concerne le Timée, le Phédon, le Parménide et Phèdre. Leurs statuts est inconnu, ce sont potentiellement des ouvrages à part, des parties d'écrits ou des extraits de l'enseignement oral de Porphyre dont dépendent plusieurs fragments[14].
- Œuvres philologiques : Art Rhétorique. La structure rhétorique est proche d'Hermogène ou de la Rhétorique à Alexandre[15]. La transmission de l'ouvrage est fragmentaire. Plus d'une vingtaine d'extraits de rhétoriques attribués à Longin peuvent se connecter avec l'Art Rhétorique. Le fragment le plus long est présent dans un traité de rhétorique d'Apsinès[16].
- Critique littéraire et textuelle : Entretiens philologiques (au moins 21 livres[17]) ; Difficultés relatives à Homère ; Questions sur Homère avec leurs solutions ; L'admirateur des anciens ; Récits qui transgressent l'histoire et que les grammairiens présentent comme historiques ; Homère est-il un philosophe ? ; Sur les expressions présentant plusieurs significations chez Homère.
- Écrits grammaticaux, métriques, lexicographie : Commentaire au Manuel de métrique d'Héphestion (seul le début a été préservé, il traité du rythme et des syllabes[18]) ; Glossaire Attique ; Expressions utilisées par Antimaque et par Héracléon.
- Un discours, Odeinath.
- Des Chroniques et des Lettres.

Un développement sur la mémoire, attribué à Longin, n'est vraisemblablement pas de lui, car plutôt proche de la Rhétorique à Herennius.

## Pseudo-Longin
Un traité Sur le Sublime fut attribué à Longin mais dérive d'une erreur de copiste.